# Kyle Allman
Kyle Lindsay Allman Jr. (Brooklyn, New York; 2 de septiembre de 1997) es un baloncestista estadounidense que pertenece a la plantilla del Besiktas de la BSL turca. Con 1,93 metros de estatura, juega en la posición de escolta.

## Trayectoria deportiva
Es un jugador formado en la universidad de Cal State Fullerton Titans en el que jugó durante 4 temporadas. Tras no ser drafteado en 2019, jugaría un encuentro de la liga de verano de la NBA 2019 con Toronto Raptors en la ciudad de La Vegas.
En 27 de julio de 2019, firma un contrato por una temporada para debutar como profesional en las filas del Lavrio B.C. de la A1 Ethniki.
En la temporada 2019-20 jugaría la cifra de 20 partidos promediando 11.05 puntos por encuentro. 
El 20 de julio de 2021, firma por el Paris Basketball del Campeonato de Francia de Baloncesto Pro B.
El 29 de junio de 2023 fichó por el Darüşşafaka Lassa de la Basketbol Süper Ligi turca.
El 1 de noviembre de 2023 ficha por Besiktas por lo que resta de temporada, con opción a una temporada más 